# Guy Lechasseur
Guy Le Chasseur, né le 24 janvier 1916 et mort le 11 février 2005 à Québec, est un homme politique et un officier d'État-major québécois. Il a été député de la circonscription de Verchères à l'Assemblée nationale du Québec de 1960 à 1970, sous la bannière du Parti libéral du Québec.

## Biographie
Né à Québec, il interrompt ses études pour s'enrôler dans l'armée canadienne en tant qu'officier d'infanterie et d'État-major avec les Voltigeurs de Québec. Il participe aux campagnes de France et des Pays-Bas et termine la Seconde Guerre mondiale au rang de major. De retour au pays, termine ses études de droit à l'Université Laval en 1946 et devient avocat. Délégué du Service fédéral en 1955, aux cours spéciaux du Collège de la Défense Nationale à Kingston, réservés aux officiers supérieurs, il visite dans le cadre de cette fonction, les centres stratégiques des pays membres de l'Otan autant en Amérique qu'en Europe.
Pendant sa carrière politique, il occupe plusieurs postes d'adjoint parlementaire. Il a brièvement occupé le poste d'orateur de l'Assemblée législative du Québec, en 1965 et 1966. Il quitte la vie politique le 4 mars 1970 pour accepter une nomination de juge à la Cour du Québec, où il siégera jusqu'à sa retraite, en 1986.